# 里中 (北九州市)
里中（さとなか）は福岡県北九州市八幡西区の地名。里中一丁目から三丁目の町がある。住居表示実施済み。郵便番号は807-0846。

## 地理
八幡西区の中部西側に位置し、北に北筑、北東に竹末、東に美原町、南東に永犬丸東町、南に三ケ森、西に永犬丸，北西に八枝と接する。

### 河川
- 二級河川 金山川

## 地域の特徴
東縁に沿って筑豊電気鉄道線が通り、南端から西縁に沿って金山川が北流する。一丁目から二丁目にかけて上り勾配となっている。
一丁目に永犬丸駅、二丁目に今池駅、三丁目に八幡厚生病院がある。

## 歴史
この辺りはかつて大字永犬丸の字の里中や久保田と呼ばれていた地域である。さらに時代を遡ると永犬丸村の枝郷の里中村であった時期もあるが、幕末までには永犬丸村に取り込まれている。なお、町内にある殿問東公園、殿問西公園の名は、かつて存在していた殿問（でんどう）という字に由来するが、殿問の本来の場所は現在の美原町にあたる。

### 地名の由来
大字永犬丸の字、里中より。

### 沿革
- 1989年（平成元年）6月1日 - 里中一丁目 - 三丁目新設[6]。

### 町名の変遷
| 実施内容          | 実施年月日               | 実施後     | 実施前                       |
| ----------------- | ------------------------ | ---------- | ---------------------------- |
| 町名新設 住居表示 | 1989年（平成元年）6月1日 | 里中一丁目 | 大字永犬丸の一部             |
| 町名新設 住居表示 | 1989年（平成元年）6月1日 | 里中二丁目 | 大字永犬丸，大字穴生の各一部 |
| 町名新設 住居表示 | 1989年（平成元年）6月1日 | 里中三丁目 | 大字永犬丸の一部             |

## 世帯数と人口
2025年（令和7年）3月31日現在（北九州市発表）の世帯数と人口は以下の通りである。
| 町         | 世帯数  | 人口    |
| ---------- | ------- | ------- |
| 里中一丁目 | 224世帯 | 438人   |
| 里中二丁目 | 345世帯 | 674人   |
| 里中三丁目 | 292世帯 | 594人   |
| 計         | 861世帯 | 1,706人 |

### 人口の変遷
国勢調査による人口の推移。
| 1995年（平成7年）  | 1,809人 | [ 7 ]  |  |
| 2000年（平成12年） | 1,696人 | [ 8 ]  |  |
| 2005年（平成17年） | 2,129人 | [ 9 ]  |  |
| 2010年（平成22年） | 2,193人 | [ 10 ] |  |
| 2015年（平成27年） | 1,998人 | [ 11 ] |  |
| 2020年（令和2年）  | 2,013人 | [ 12 ] |  |

### 世帯数の変遷
国勢調査による世帯数の推移。
| 1995年（平成7年）  | 485世帯 | [ 7 ]  |  |
| 2000年（平成12年） | 469世帯 | [ 8 ]  |  |
| 2005年（平成17年） | 648世帯 | [ 9 ]  |  |
| 2010年（平成22年） | 683世帯 | [ 10 ] |  |
| 2015年（平成27年） | 664世帯 | [ 11 ] |  |
| 2020年（令和2年）  | 752世帯 | [ 12 ] |  |

## 学区
市立小・中学校に通う場合、学区は以下の通りとなる。
| 町         | 街区 | 小学校                 | 中学校                 |
| ---------- | ---- | ---------------------- | ---------------------- |
| 里中一丁目 | 全域 | 北九州市立永犬丸小学校 | 北九州市立永犬丸中学校 |
| 里中二丁目 | 全域 | 北九州市立永犬丸小学校 | 北九州市立永犬丸中学校 |
| 里中三丁目 | 全域 | 北九州市立永犬丸小学校 | 北九州市立永犬丸中学校 |

## 交通

### 鉄道
- 筑豊電気鉄道
  - 永犬丸駅
  - 今池駅

### バス
域内のバス停と系統は以下のとおりである。
| 運行事業者 | 運行事業者 | 西鉄バス北九州 | 西鉄バス北九州 | 西鉄バス北九州 | 西鉄バス北九州 |
| 系統       | 系統       | 57             | 74             | 74-1           | 77             |
| 停留所     | 筑鉄今池   | ○              |                |                |                |
| 停留所     | 永犬丸     | ○              | ○              | ○              | ○              |
| 停留所     | 筑鉄永犬丸 |                | ○              | ○              |                |

### 道路
- 県道48号中間引野線

## 施設

### 役所・公的機関
- 八幡西警察署 三ケ森交番[注 1]

### 医療機関
- 八幡厚生病院

### 公園
- 里中1号公園
- 里中2号公園
- 殿問東公園
- 殿問西公園